# Stefano Quintarelli
Stefano Quintarelli (né le 14 juin 1965) est un membre du Parlement italien, partie du sous-groupe Civici e Innovatori, et l'un des principaux experts en technologies informatiques en Italie,.
Quintarelli a été classé par le  journal Corriere della sera dans le top trente des entrepreneurs italiens les plus innovants.
Il est actuellement membre de la commission des transports et télécommunications au Parlement italien et président de l'AGID (agence Gouvernementale pour le numérique en Italie).
Il est l'un des fondateurs de I.Net, le premier fournisseur d'accès à être coté en Bourse en Italie. I.Net a été racheté par British Telecom en 2000.
Jusqu'en juillet 2012, il était directeur général de la rubrique numérique du groupe «Il Sole 24 Ore », le premier journal financier  italien.
Il est l'un des fondateurs de CLUSIT (association italienne pour la sécurité des technologies informatiques) et en a été le directeur. Il a également été président de l'association italienne des fournisseurs d'accès.